# Georgi Pachedzhiev
Georgi Pachedzhiev (bulgare : Γеорги Пачедҗйев), né le 1er mars 1916 à Sofia en Bulgarie et décédé le 12 avril 2005 dans la même ville, est un joueur de football international bulgare qui évoluait au poste d'attaquant.

## Biographie

### Carrière en club
Avec le club du Levski Sofia, il remporte deux Coupes de Bulgarie.

### Carrière en sélection
Avec l'équipe de Bulgarie, il joue 9 matchs et inscrit 2 buts entre 1935 et 1950.
Il joue son premier match en équipe nationale le 20 octobre 1935 contre l'équipe d'Allemagne et son dernier le 12 novembre 1950 contre la Hongrie. Il inscrit un but contre la Tchécoslovaquie en 1937, puis un deuxième contre la Lettonie en 1939.

### Carrière d'entraîneur
Il est le sélectionneur de l'équipe de Bulgarie lors de la Coupe du monde 1962 organisée au Chili.

## Palmarès
Levski Sofia
- Coupe de Bulgarie (2) :
  - Vainqueur : 1956-57 et 1958-59.